# Flêtre
Flêtre (nld. Vleteren) – miejscowość i gmina we Francji, w regionie Hauts-de-France, w departamencie Nord.
Według danych na rok 1990 gminę zamieszkiwało 709 osób, a gęstość zaludnienia wynosiła 79 osób/km² (wśród 1549 gmin regionu Nord-Pas-de-Calais Flêtre plasuje się na 664. miejscu pod względem liczby ludności, natomiast pod względem powierzchni na miejscu 385.).